# Třebusice
Třebusice är en ort i Tjeckien.   Den ligger i regionen Mellersta Böhmen, i den centrala delen av landet, 21 km nordväst om huvudstaden Prag. Třebusice ligger 282 meter över havet och antalet invånare är 447.
Terrängen runt Třebusice är lite kuperad. Runt Třebusice är det ganska tätbefolkat, med 80 invånare per kvadratkilometer. Närmaste större samhälle är Kladno, 8,1 km sydväst om Třebusice. Trakten runt Třebusice består till största delen av jordbruksmark.